# Hyperinflatie in Brazilië
Hyperinflatie in Brazilië was een periode van extreem hoge inflatie in de jaren tussen 1980 tot 1994 veroorzaakt door economische crisis en politieke onrust in Brazilië.

## Oorzaken en verloop
In de jaren zeventig leidde de eerste oliecrisis tot een scherpe stijging van de olieprijs. Brazilië importeerde toen veel aardolie en de uitgaven voor buitenlandse olie verdubbelden in een jaar tijd naar US$ 12,6 miljard in 1974. Om deze importen te betalen ging het land veel buitenlandse leningen aan, maar naarmate de schulden opliepen stegen de rentekosten en nam de bereidheid van banken om nieuwe leningen te verstrekken af. Begin jaren tachtig overlegde Brazilië met het Internationaal Monetair Fonds (IMF), de Club van Parijs en commerciële banken om tot een oplossing te komen. Dit kon niet voorkomen dat in 1987 het land de rente en aflossingen niet meer kon betalen.
In 1964 was de politiek macht in het land in handen gekomen van de militaire dictatuur. Dit duurde tot 1985 toen de militairen veel steun bij de bevolking hadden verloren. Tijdens het militaire regime lag de nadruk op hoge economische groei zonder daarbij te letten op de sociale en economische ongelijkheid in het land. De eerste democratische regering onder leiding van president José Sarney (regeerperiode: 1985-1990) kon de druk van het congres om extra uitgaven te doen niet weerstaan. De inflatie was al hoog vanwege de decennia oude praktijk van monetaire financiering van begrotingstekorten, frequente devaluaties en loon-prijsindexering, waarbij het inflatie automatisch leidde tot loonsverhogingen, maar dit liep nu volledig uit de hand.
Eind jaren tachtig en begin jaren negentig werden verschillende pogingen ondernomen om een einde te maken aan de hoge inflatie, sommige voornamelijk op basis van loon- en prijsbevriezingen, en één op een bevriezing van deposito's, maar alle mislukten.

### Ontwikkeling inflatie
In de onderstaande tabel staan de jaarlijkse inflatiecijfers. In de laatste kolom staat de ontwikkeling van het prijspeil met 1979 als basisjaar. Een product of dienst dat in 1979 voor 100 cruzeiro aangeschaft kon worden, zou in het jaar 2000 zo'n 28.000 miljard, of 28 biljoen, cruzeiro hebben gekost.
| Jaar | Inflatie op jaarbasis (in %) | Ontwikkeling prijspeil (1979=100) |
| ---- | ---------------------------- | --------------------------------- |
| 1979 |                              | 100                               |
| 1980 | 90                           | 190                               |
| 1981 | 102                          | 384                               |
| 1982 | 101                          | 771                               |
| 1983 | 135                          | 1813                              |
| 1984 | 192                          | 5294                              |
| 1985 | 226                          | 17.257                            |
| 1986 | 147                          | 42.625                            |
| 1987 | 228                          | 139.811                           |
| 1988 | 629                          | 1.019.219                         |
| 1989 | 1430                         | 15.594.056                        |
| 1990 | 2948                         | 475.306.836                       |
| 1991 | 433                          | 2.533.385.435                     |
| 1992 | 952                          | 26.651.214.779                    |
| 1993 | 1927                         | 540.220.123.570                   |
| 1994 | 2076                         | 11.755.189.888.000                |
| 1995 | 66                           | 19.513.615.215.000                |
| 1996 | 16                           | 22.635.793.650.000                |
| 1997 | 7                            | 24.220.299.205.000                |
| 1998 | 3                            | 24.946.908.181.000                |
| 1999 | 5                            | 26.194.253.590.000                |
| 2000 | 7                            | 28.027.851.342.000                |

## Plano Real

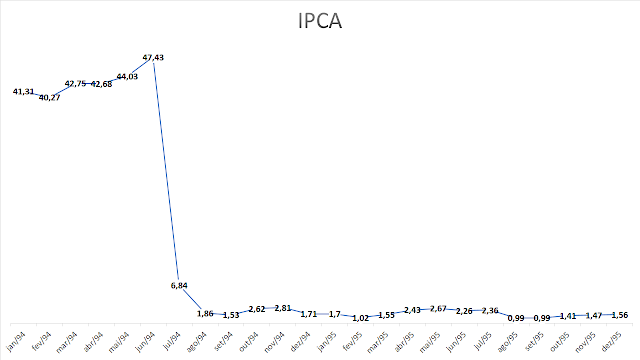
Braziliaanse inflatie van januari 1994 tot en met december 1995

Onder president Itamar Franco (1992-1995) kreeg de vermindering van de inflatie de hoogste prioriteit. Minister van Financiën Fernando Henrique Cardoso presenteerde in februari 1994 zijn Plano Real, een plan om de Braziliaanse economie te stabiliseren zodat de hyperinflatie kon worden bestreden. Dit plan had succes en Cardoso werd de opvolger van president Franco.
Het Plano Real bestond uit drie hoofdonderdelen:
- Het terugdringen van de begrotingstekort door de uitgaven te beperken. Er werd zo’n 15 miljard dollar aan geplande uitgaven, ongeveer een vijfde van het totale uitgaven, uit handen van de politici gehaald en de bevoegdheid dit geld uit te geven kwam bij het ministerie van Financiën. Het ministerie had niet de intentie dit te doen waarmee het begrotingsevenwicht werd bereikt.
- De introductie van een nieuwe munt, de real. De waarde hiervan werd gekoppeld aan die van de Amerikaanse dollar en de centrale bank zou met aan- en verkopen de wisselkoers stabiliseren. Bij de introductie was één dollar gelijk aan één real.
- De real en de oude munt, cruzeiro real, kwamen gedurende een aantal maanden naast elkaar te staan. Artikelen kregen twee prijskaartjes, een met de prijs in de oude en een in de nieuw munt. Door de stabiliteit van de real moesten de Brazilianen vertrouwen krijgen in de nieuwe munt. Indexatie van prijzen en lonen zou overbodig worden waarmee de vicieuze cirkel van prijsverhogingen en loonsverhogingen werd doorbroken.

In maart 1994 ging het plan van start en medio 1994 werd de nieuwe munt geïntroduceerd. Het succes was direct en significant, in juni 1994 was de inflatie nog 47%, maar deze daalde snel naar 6,8% in juli en lag onder de 2% in augustus 1994. De real/dollar wisselkoers bleef tot 1999 redelijk stabiel al deprecieerde de real wel met kleine stapjes. Om deze verandering permanent te maken waren structurele economische veranderingen noodzakelijk. Naast een begrotingsevenwicht moest de overheid staatsbedrijven afstoten en het bedrijfsleven meer investeren om de concurrentie beter aan te kunnen.

## Introductie nieuwe munten
Tijdens de inflatieperiode circuleerde er in Brazilië in totaal zes verschillende valuta's als gevolg van snelle devaluatie en de toename van het aantal nullen door de extreme prijsverhogingen. Dit waren achtereenvolgens:
- In 1986 werd de cruzado (BRC) geïntroduceerd, deze verving de cruzeiro waarbij 1000 cruzeiro was gelijk aan 1 cruzado.
- Vijf jaar later, in 1989, kwam de nieuwe cruzado (BRN) die ook duizendmaal meer waard was dan de “oude” cruzado.
- In 1990 kwam de cruzeiro (BRE) op de markt, maar deze was gelijk in waarde dan de nieuwe cruzado.
- In 1993 nam de cruzeiro real (BRR) de plaats in van de cruzeiro, de omwisselverhouding was 1000 cruzeiro voor 1 cruzeiro real.
- Uiteindelijk in 1994 werd – als voorlopig laatste - de real (BRL) geïntroduceerd. De omwisselverhouding was 2750 tot 1.

Sindsdien is het Brazilië relatief goed gelukt de inflatie in toom te houden en de externe waarde van de munt te stabiliseren.